# Astragalus stella
Astragalus stella är en ärtväxtart som beskrevs av Carl von Linné. Astragalus stella ingår i släktet vedlar, och familjen ärtväxter. Inga underarter finns listade i Catalogue of Life.

## Bildgalleri

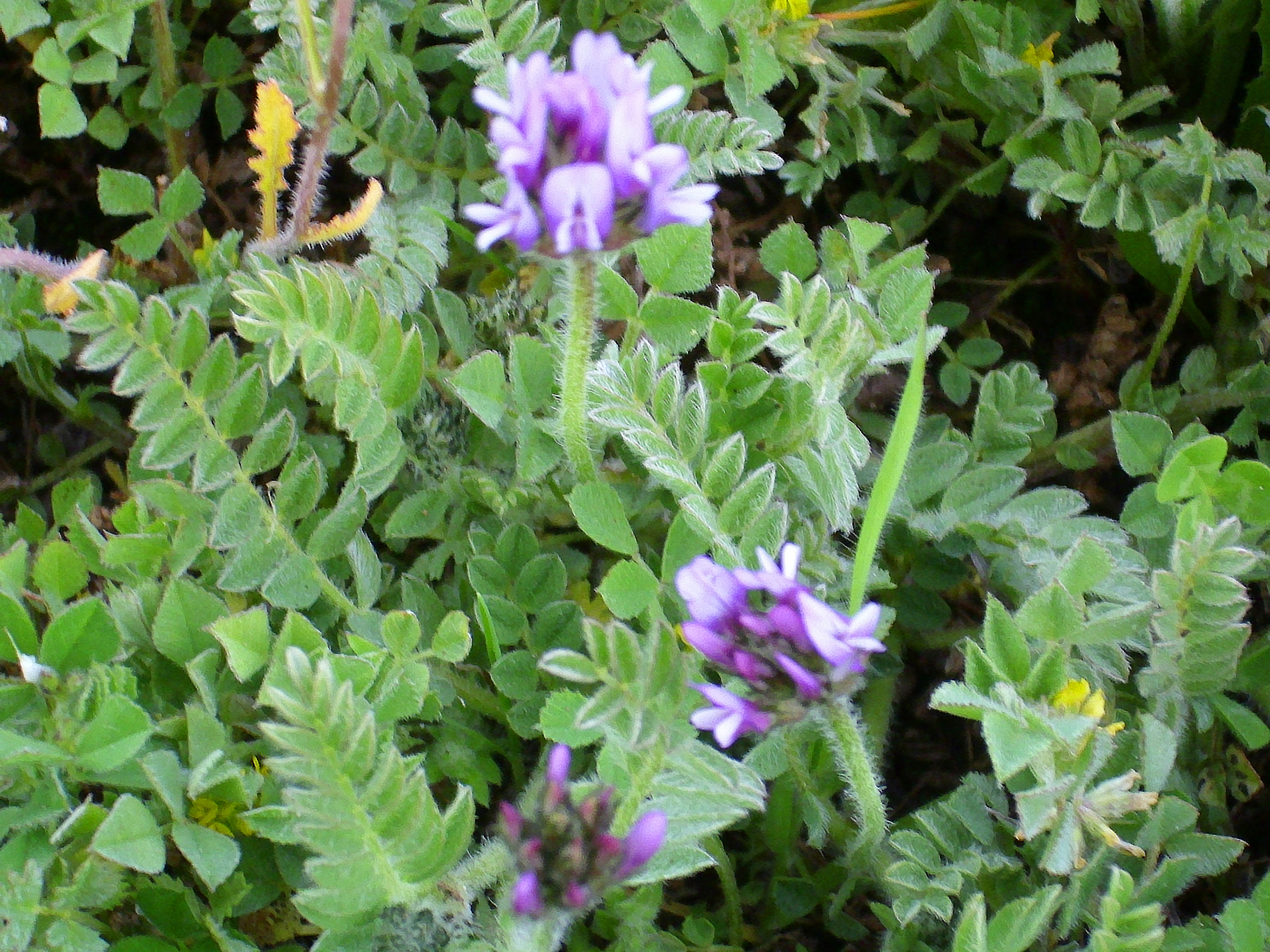